# Dobře uspořádaná množina
V matematice se množina S nazývá dobře uspořádanou množinou, pokud má každá neprázdná část uspořádané množiny S nejmenší prvek. Uspořádání na množině S se pak nazývá dobré uspořádání.
Jak dokázal Ernst Zermelo, při přijmutí axiomu výběru do Zermelovy–Fraenkelovy axiomatizace teorie množin je možno dokázat, že každou množinu lze dobře uspořádat. Tento princip je znám jako princip dobrého uspořádání.

## Příklady
- Přirozená čísla s uspořádáním menší nebo rovno jsou dobře uspořádaná.
- Celá čísla s uspořádáním menší nebo rovno nejsou dobře uspořádaná, jelikož například množina všech záporných čísel nemá nejmenší prvek.
- Racionální čísla s uspořádáním menší nebo rovno nejsou dobře uspořádaná, jelikož například množina {1/2, 1/3, 1/4, 1/5, …} neobsahuje nejmenší prvek (nehraje roli, že nadmnožina prvek 0 – infimum – obsahuje)
- Reálná čísla s uspořádáním menší nebo rovno nejsou dobře uspořádaná, jelikož například otevřený interval (0,1) nemá nejmenší prvek.[1] Alternativně lze dobrou uspořádanost vyloučit podmnožinou jako u racionálních čísel.

- Ačkoli celá čísla s uspořádáním menší nebo rovno nejsou dobře uspořádaná, lze na nich vytvořit jiné uspořádání, které již dobré je. Například následující relace je dobré uspořádání: x <z y, právě když |x| < |y| nebo (|x| = |y| a x ≤ y). Uspořádání pak vypadá následovně:

```
0  -1  1  -2  2  -3  3  -4  4  … 
```

Pokud je množina dobře uspořádaná, lze v ní použít důkazy pomocí transfinitní indukce.